# Театарче Лево косе
„Театарче Лево косе” је југословенска телевизијска серија снимљена 1987. године у продукцији ТВ Скопље.

## Улоге
| Глумац                   | Улога |
| ------------------------ | ----- |
| Владимир Дади Ангеловски |       |
| Благоја Чоревски         |       |
| Игор Џамбазов            |       |
| Љиљана Јовановска        |       |
| Катерина Кочевска        |       |
| Стојна Костовска         |       |
| Душан Костовски          |       |
| Катерина Крстева         |       |
| Ђокица Лукаревски        |       |
| Димче Мешковски          |       |
| Снежана Михајловић       |       |
| Јовица Михајловски       |       |
| Ванчо Петрушевски        |       |
| Анастас Тановски         |       |
| Гоце Тодоровски          |       |
| Емин Унџел               |       |

Комплетна ТВ екипа ▼
| Редитељ     | Никола Коле Ангеловски |
| Сценариста  | Иван Карадак           |
| Сценариста  | Љупчо Сиљановски       |
| Композитор  | Димитар Машевски       |
| Костимограф | Георги Здравев         |